# Liste der Biografien/Pur
Liste der Biografien |
Portal Biografien |
Personensuche
# |
A |
B |
C |
D |
E |
F |
G |
H |
I |
J |
K |
L |
M |
N |
O |
P |
Q |
R |
S |
T |
U |
V |
W |
X |
Y |
Z |
?
 
Pa |
Pc |
Pe |
Pf |
Ph |
Pi |
Pj |
Pk |
Pl |
Pm |
Pn |
Po |
Pr |
Ps |
Pt |
Pu |
Pv |
Pw |
Py
 
Pua |
Pub |
Puc |
Pud |
Pue |
Puf |
Pug |
Puh |
Pui |
Puj |
Puk |
Pul |
Pum |
Pun |
Puo |
Pup |
Pur |
Pus |
Put |
Puu |
Puv |
Puy |
Puz
Die Liste der Biografien führt alle Personen auf, die in der deutschsprachigen Wikipedia einen Artikel haben. Dieses ist eine Teilliste mit 290 Einträgen von Personen, deren Namen mit den Buchstaben „Pur“ beginnt.

## Pur

### Pura
- Pura, Stela (* 1971), rumänische Schwimmerin
- Pura, William (* 1948), kanadischer Komponist und bildender Künstler
- Purachet Thodsanit (* 2001), thailändischer Fußballspieler
- Purahong, Porranot (* 1995), thailändischer Stabhochspringer
- Puranen, Jorma (* 1951), finnischer Fotograf der Helsinki School
- Puranen, Leena (* 1986), finnische Fußballspielerin
- Puranik, Abhimanyu (* 2000), indischer Schachspieler
- Purann, Gerhard (* 1918), deutscher Radrennfahrer
- Pūras, Dainius (* 1958), litauischer Kinder- und Jugendpsychiater, Hochschullehrer und Politiker
- Puras, Jesús (* 1963), spanischer Rallyefahrer

### Purb
- Purbrook, Colin (1936–1999), britischer Jazzmusiker (Piano, Kontrabass, Arrangement, Komposition)

### Purc
- Purce, Margaret (* 1995), US-amerikanische Fußballspielerin
- Purcell, Bill, kanadischer Badmintonspieler
- Purcell, Bill (* 1953), US-amerikanischer Politiker, ehemaliger Bürgermeister von Nashville
- Purcell, Daniel († 1717), englischer Komponist
- Purcell, Dominic (* 1970), australischer SchauspielerDominic Purcell (* 1970)

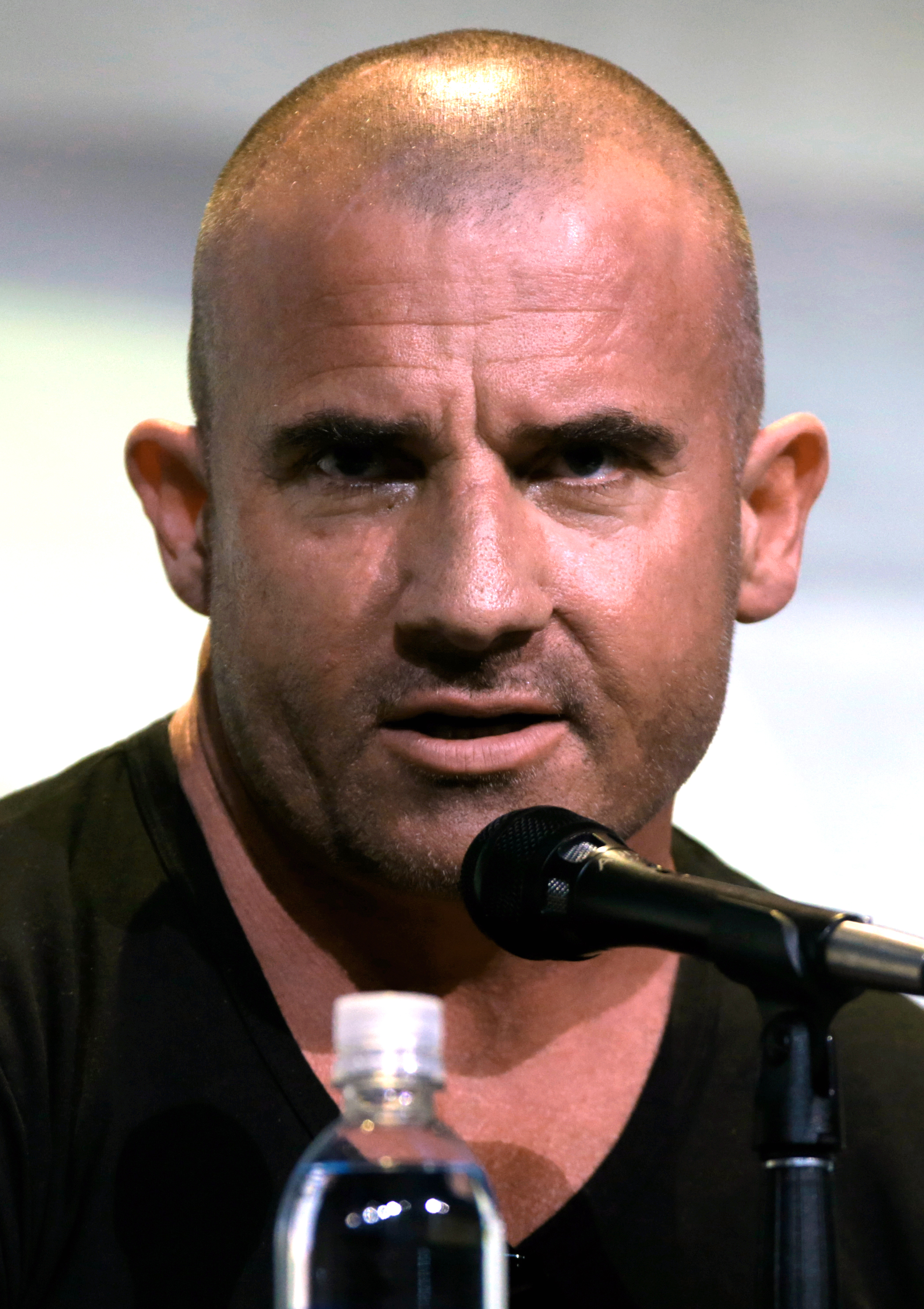
Dominic Purcell (* 1970)

- Purcell, Edward Mills (1912–1997), US-amerikanischer Physiker
- Purcell, Gertrude (1895–1963), US-amerikanische Drehbuchautorin
- Purcell, Graham B. (1919–2011), US-amerikanischer Politiker
- Purcell, Henry († 1695), englischer Komponist
- Purcell, Jack (1903–1991), kanadischer Badmintonspieler
- Purcell, Joe (1923–1987), US-amerikanischer Politiker
- Purcell, John (* 1952), US-amerikanischer Saxophonist und Multi-Instrumentalist
- Purcell, John Baptist (1800–1883), irisch-US-amerikanischer Geistlicher, Erzbischof von Cincinnati
- Purcell, Laura, britische Schriftstellerin
- Purcell, Leah (* 1970), australische Schauspielerin, Sängerin, Schriftstellerin und Dramatikerin
- Purcell, Lee (* 1947), US-amerikanische Schauspielerin
- Purcell, Louis (* 1972), amerikanisch-samoanischer Ringer
- Purcell, Mary (* 1949), irische Leichtathletin
- Purcell, Max (* 1998), australischer Tennisspieler
- Purcell, Mel (* 1959), US-amerikanischer Tennisspieler
- Purcell, Nicholas, britischer Althistoriker
- Purcell, Nick (* 1990), US-amerikanischer Schauspieler
- Purcell, Noel (1899–1962), irischer Wasserball- und Rugbyspieler
- Purcell, Noel (1900–1985), irischer Schauspieler und Komiker
- Purcell, Robert H. (* 1935), US-amerikanischer Mediziner
- Purcell, Steve, US-amerikanischer Comiczeichner, Animator und Computerspielentwickler
- Purcell, Teddy (* 1985), kanadischer Eishockeyspieler und -scout
- Purcell, Victor (1896–1965), britischer Kolonialbeamter und China-Forscher
- Purcell, William († 1834), britischer Seemann
- Purcell, William E. (1856–1928), US-amerikanischer Politiker
- Purcell, William Frederick (1866–1919), südafrikanischer Arachnologe und Zoologe
- Purchart II. von St. Gallen († 1022), Abt des Benediktinerklosters St. Gallen
- Purchart von Udalrichingen († 975), Abt des Benediktinerklosters St. Gallen
- Purchartová, Barbora (* 1992), tschechische Volleyballspielerin
- Purchas, Samuel (1577–1626), englischer Geistlicher und Schriftsteller
- Purchase, Anna (* 1999), britische Hammerwerferin
- Purchase, Bentley (1890–1961), britischer Rechtsmediziner
- Purchase, Ralph (1916–2000), US-amerikanischer Ruderer und Manager
- Purchase, Zac (* 1986), britischer Ruderer
- Pürcher, Dominic (* 1988), österreichischer Fußballspieler
- Purcino, Luiz Eduardo (* 1988), brasilianischer Fußballspieler

### Purd
- Purdea, Mihaela (* 1982), rumänische Biathletin
- Purdie, Bernard (* 1939), US-amerikanischer Schlagzeuger und SessionmusikerBernard Purdie (* 1939)

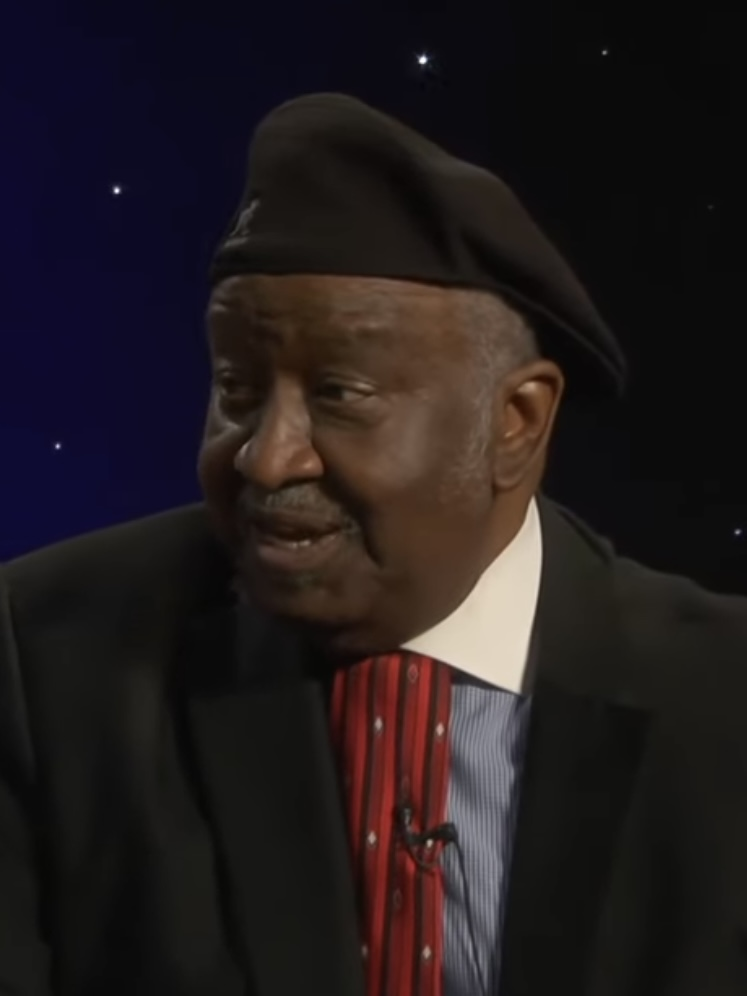
Bernard Purdie (* 1939)

- Purdie, Brad (* 1972), kanadischer Eishockeyspieler
- Purdom, Edmund (1924–2009), britischer Schauspieler und Synchronsprecher
- Purdom, Tom (1936–2024), amerikanischer Science-Fiction-Autor
- Purdon, Cassie (* 1996), australische Sprinterin
- Purdon, Corran (1921–2018), britischer Generalmajor
- Purdue, Charlotte (* 1991), britische Langstreckenläuferin
- Purdy, Amy (* 1979), amerikanische Para-Snowboarderin
- Purdy, Brock (* 1999), US-amerikanischer American-Football-Spieler
- Purdy, Carlton Elmer (1861–1945), US-amerikanischer Botaniker
- Purdy, Cecil (1906–1979), australischer Schachspieler
- Purdy, Hamish, kanadischer Szenenbildner
- Purdy, Harold (1902–1944), britischer Autorennfahrer
- Purdy, James (1914–2009), US-amerikanischer Schriftsteller
- Purdy, Jean (1945–1985), britische Embryologin
- Purdy, Joe, US-amerikanischer Folksänger
- Purdy, Jolene (* 1983), US-amerikanische Schauspielerin
- Purdy, Samuel (1819–1882), US-amerikanischer Politiker
- Purdy, Smith Meade (1796–1870), US-amerikanischer Jurist und Politiker
- Purdy, Steve (* 1985), salvadorianischer Fußballspieler

### Pure
- Pure, Michel de (1620–1680), französischer Schriftsteller
- Purece, Florin (* 1991), rumänischer Fußballspieler
- Purefoy, James (* 1964), britischer SchauspielerJames Purefoy (* 1964)

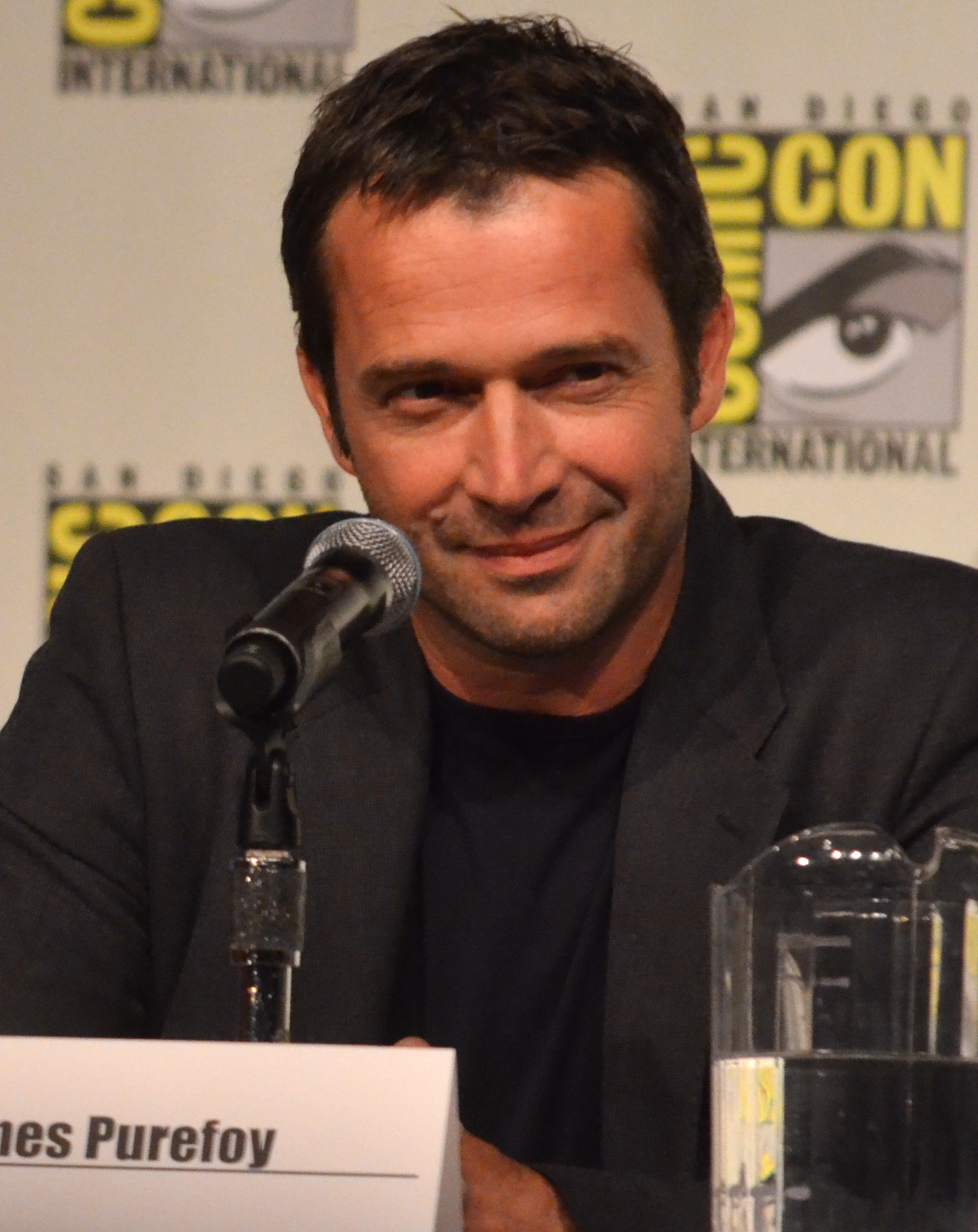
James Purefoy (* 1964)

- Pureka, Chris (* 1980), US-amerikanische Singer-Songwriterin
- Purėnas, Antanas (1881–1962), litauischer Chemiker
- Purėnienė, Liuda (1884–1972), litauische Juristin und Politikerin
- Pürer, Heinz (1947–2024), österreichischer Kommunikationswissenschaftler
- Pureum, Jin (* 1987), südkoreanische Jazzmusikerin (Saxophon)
- Pureval, Aftab (* 1982), US-amerikanischer Politiker, Bürgermeister von CincinnatiAftab Pureval (* 1982)

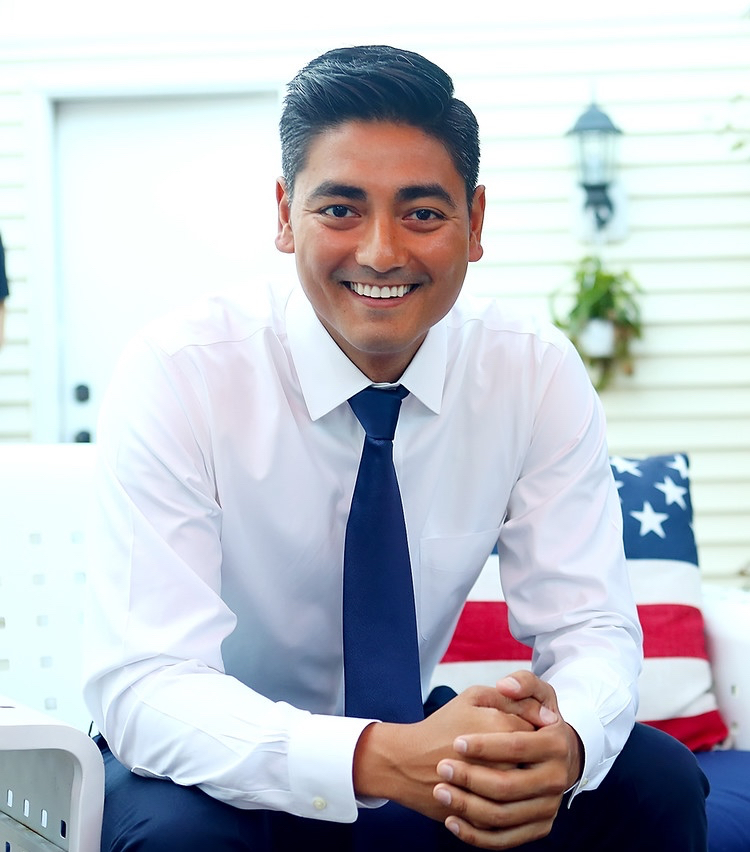
Aftab Pureval (* 1982)

- Pürewbaatar, Ojuunbilegiin (* 1973), mongolischer Ringer
- Pürewdordsch, Batdsajaagiin (* 1983), mongolischer Eishockeyspieler
- Pürewdordsch, Dendewiin (1933–2009), mongolischer Schriftsteller
- Pürewdordschiin Orchon (* 1993), mongolische Ringerin
- Pürewdschaw, Scharawyn (* 1927), mongolischer Schachspieler

### Purg
- Purga, Heidy (* 1975), estnische Journalistin und Politikern, Mitglied des Riigikogu
- Purgailis, Māris (1947–2022), lettischer Politiker, Bürgermeister von Riga
- Purgathofer, Alois (1925–1984), österreichischer Astronom
- Purgathofer, Werner (* 1955), österreichischer Informatiker und Hochschullehrer
- Purgatori, Edoardo (* 1989), italienisch-deutscher Film- und Theaterschauspieler
- Pürge, Aleksander (1887–1940), estnischer Ingenieur, Politiker und Minister
- Purgina, Julia (* 1980), österreichische Komponistin und Bratschistin
- Purgleitner, Michael († 1866), österreichischer Politiker, Vizebürgermeister von Graz
- Purgly, Emil (1880–1964), ungarischer Politiker, Obergespan und Ackerbauminister
- Purgold, Johannes († 1534), Stadtschreiber von Eisenach und Jurist
- Purgold, Karl (1850–1939), deutscher Kunsthistoriker und Museumkurator
- Pürgstaller, Albert (* 1954), italienischer Politiker (SVP)

### Purh
- Purhin, Andrij (* 1972), ukrainischer Separatist und Unternehmer
- Purhonen, Pertti (1942–2011), finnischer Boxer

### Puri
- Puri Purini, Antonio (1942–2013), italienischer Diplomat
- Puri Purini, Giuseppe (* 1906), italienischer Diplomat
- Puri, Amrish (1932–2005), indischer FilmschauspielerAmrish Puri (1932–2005)

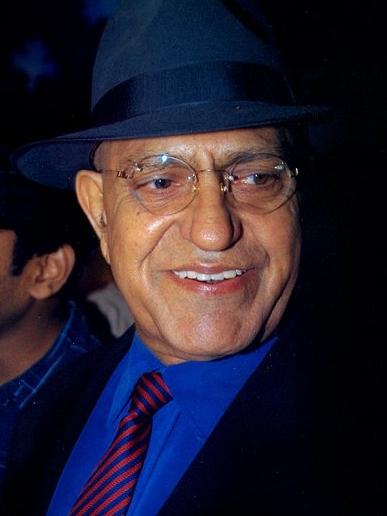
Amrish Puri (1932–2005)

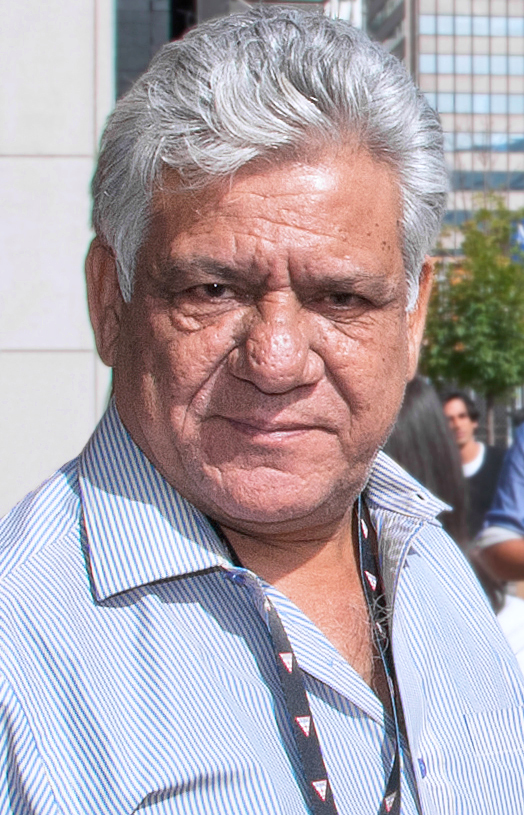
Om Puri (1950–2017)

- Puri, Eino (* 1988), estnischer Fußballspieler
- Puri, Madan Lal (* 1929), indischer Mathematiker
- Puri, Nina (* 1965), britische Buchautorin und Kreativdirektorin
- Puri, Om (1950–2017), indischer FilmschauspielerOm Puri (1950–2017)
- Puri, Sander (* 1988), estnischer Fußballspieler
- Puric, Dan (* 1959), rumänischer Schauspieler und Theaterregisseur
- Purica, Andrea (* 1995), venezolanische Sprinterin
- Puricelli, Arturo (* 1947), argentinischer Politiker
- Puricelli, Eduard (1826–1893), Unternehmer, Reichstagsabgeordneter
- Puricelli, Ettore (1916–2001), uruguayisch-italienischer Fußballspieler und -trainer
- Puricelli, Eugénie (1840–1862), deutsche Stifterin
- Puricelli, Franziska (1830–1896), deutsche Stifterin
- Puricelli, Juliana (1427–1501), ambrosianische Nonne und Äbtissin
- Puricelli, Piero (1883–1951), italienischer Tiefbauingenieur und Senator
- Purim, Flora (* 1942), brasilianische Jazz-Sängerin
- Purin, Bernhard (1963–2024), österreichischer Kulturwissenschaftler und Direktor des Jüdischen Museum München
- Purin, Hans (1898–1989), österreichischer Maler und Kunsterzieher
- Purin, Hans (1933–2010), österreichischer Architekt
- Puriņš, Kārlis (1883–1947), lettischer Jurist, Hochschullehrer und Politiker
- Puriņš, Nils (* 1998), lettischer Fußballtorwart
- Purinton, Dale (* 1976), US-amerikanischer Eishockeyspieler und -trainer
- Purischkewitsch, Wladimir Mitrofanowitsch (1870–1920), russischer Politiker
- Purisima, Cesar, philippinischer Politiker
- Purisol, Antonius († 1645), Steinmetzmeister und Bildhauer der Renaissance
- Puritty, Ross (* 1966), US-amerikanischer Boxer

### Purj
- Purja, Nirmal (* 1983), nepalesischer Bergsteiger und SoldatNirmal Purja (* 1983)

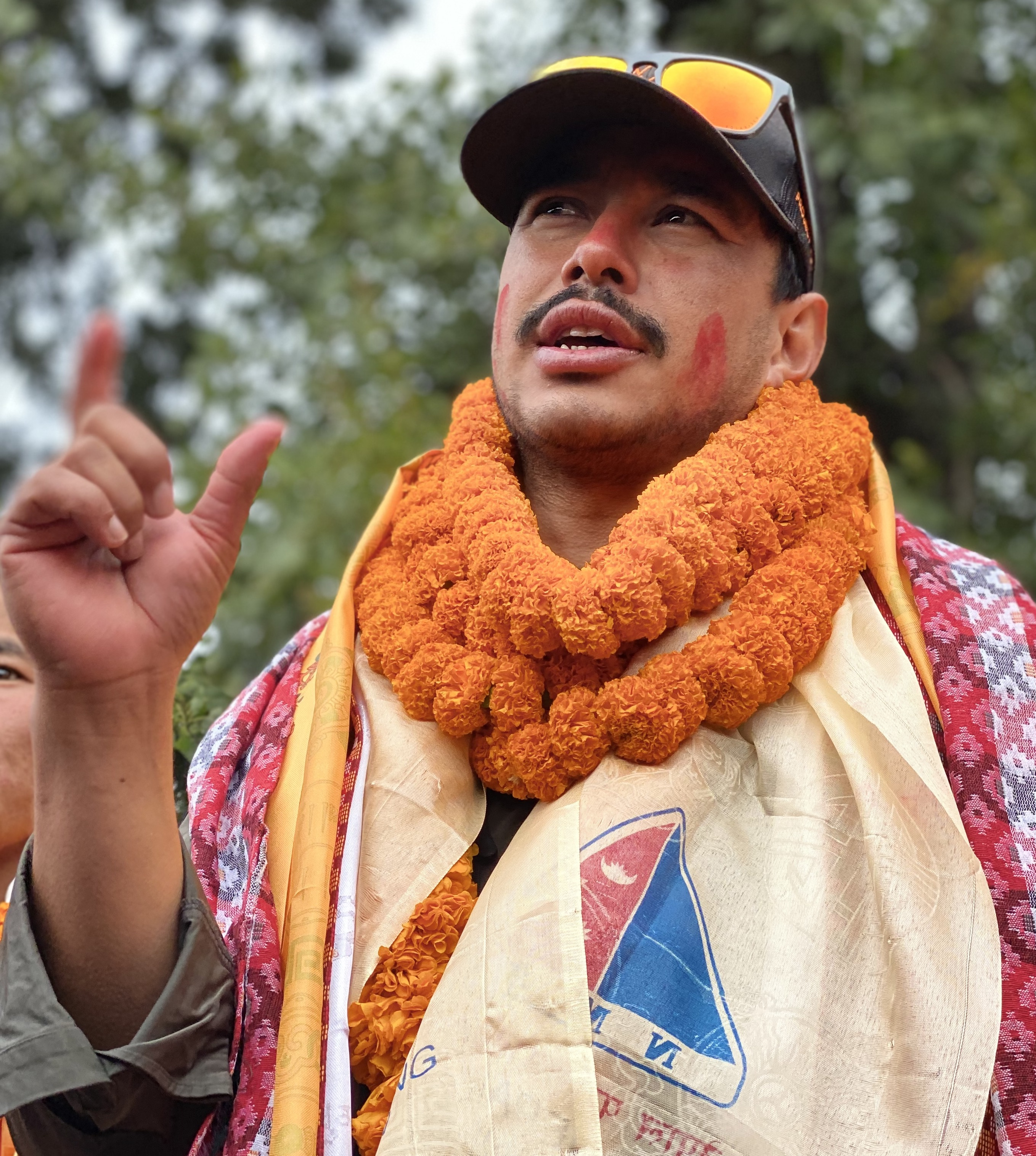
Nirmal Purja (* 1983)

- Purje, Ats (* 1985), estnischer Fußballspieler
- Purje, Eino (1900–1984), finnischer Leichtathlet

### Purk
- Purk, Erich (1939–2017), deutscher römisch-katholischer Ordensgeistlicher
- Pürk, Marcus (* 1974), österreichischer Fußballspieler und -trainer
- Purkajew, Maxim Alexejewitsch (1894–1953), sowjetischer Armeegeneral
- Purkalns, Aleksejs (* 1910), lettischer Fußballspieler
- Purkart, Vincent (1936–2015), französischer Tischtennisspieler
- Purkarthofer, Heinrich (1934–2005), österreichischer Historiker, Archivar und Heraldiker
- Purke, Rudolf (* 1934), deutscher Gebrauchsgrafiker
- Purker, Claudia (* 1999), österreichische Skispringerin
- Purkert, Walter (* 1944), deutscher Mathematikhistoriker und Hochschullehrer
- Pürkhain, Vinzenz Pürcker von (1820–1901), österreichischer Offizier
- Purkhús, Jóngerð (* 1937), färöische Politikerin (Tjóðveldisflokkurin)
- Purkiss, Melanie (* 1979), britische Sprinterin
- Purkrabek, Bernd (* 1982), österreichischer Lichtdesigner
- Purkyně, Emanuel (1831–1882), tschechischer Techniker
- Purkyně, Jan Evangelista (1787–1869), tschechischer Physiologe
- Purkyně, Josef Heinrich (* 1793), tschechischer Techniker
- Purkyně, Karel (1834–1868), tschechischer Maler und Kunstkritiker

### Purl
- Purl, Linda (* 1955), US-amerikanische Schauspielerin und SängerinLinda Purl (* 1955)

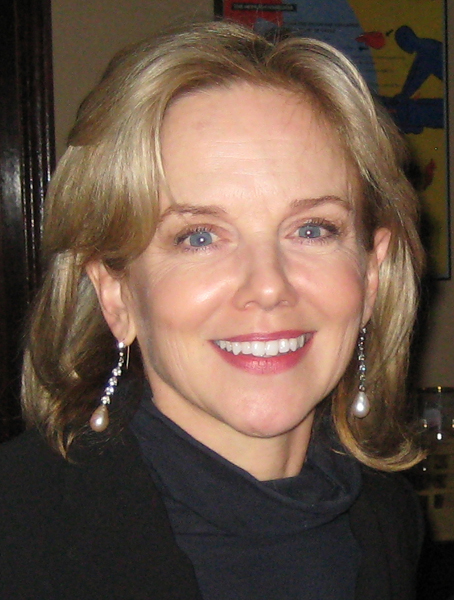
Linda Purl (* 1955)

- Purley, David (1945–1985), britischer Automobilrennfahrer
- Pürlü, Erol (* 1969), deutscher Islamwissenschaftler, Imam und Seelsorger
- Purlys, Egidijus (* 1981), litauischer Politiker

### Purm
- Purman, William J. (1840–1928), US-amerikanischer Politiker
- Purmann, Johann Georg (1733–1813), deutscher Pädagoge
- Purmann, Louis (1812–1894), deutscher Jurist und Politiker
- Purmann, Matthäus Gottfried (1648–1711), deutscher Chirurg und Autor

### Purn
- Purna, Malavath (* 2000), indische Bergsteigerin
- Purnama, Basuki Tjahaja (* 1966), indonesischer Politiker
- Purnell, Alexander (* 1995), australischer Ruderer
- Purnell, Alton (1911–1987), amerikanischer Jazzmusiker
- Purnell, Benjamin (1861–1927), US-amerikanischer Wanderprediger und Gründer der House-of-David Sekte
- Purnell, Clyde (1877–1934), englischer Fußballspieler
- Purnell, Ella (* 1996), britische SchauspielerinElla Purnell (* 1996)

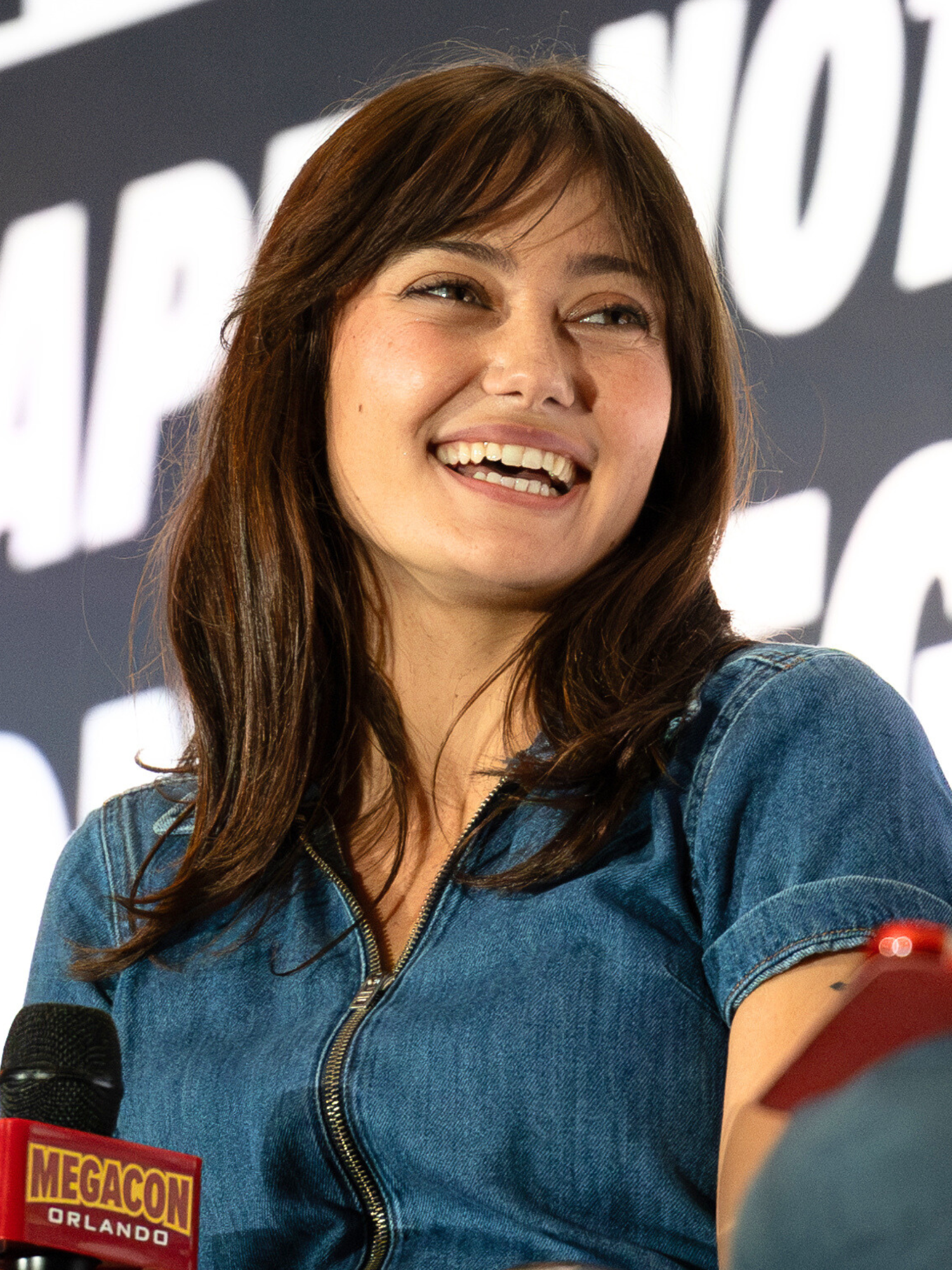
Ella Purnell (* 1996)

- Purnell, Fred S. (1882–1939), US-amerikanischer Politiker
- Purnell, James (* 1970), britischer Politiker (Labour Party)
- Purnell, Keg (1915–1965), US-amerikanischer Schlagzeuger
- Purnell, Nicholas (* 1990), australischer Ruderer
- Purnelle-Faniel, Anouk (* 1995), kanadische Freestyle-Skierin
- Purner, Armin, österreichischer Radrennfahrer
- Pürner, Friedrich (* 1967), deutscher Politiker (parteilos, BSW), MdEP
- Purner, Siegfried (1915–1944), österreichischer Feldhandballspieler
- Pürner, Stefan (* 1960), deutscher Rechtsanwalt und Schriftsteller
- Purner-Koschier, Andrea (* 1972), österreichische Radrennfahrerin
- Purnhagen, Kai (* 1980), deutscher Rechtswissenschaftler

### Puro
- Puro, Alec (* 1975), US-amerikanischer Musiker und Filmkomponist
- Purola, Samuel (* 2000), finnischer Sprinter
- Puronen, Aino Andrejewna (* 1936), sowjetische Radrennfahrerin
- Purović, Milan (* 1985), montenegrinischer Fußballspieler

### Purp
- Purper, Ida (1847–1937), deutsche Unternehmerin und Lokalpolitikerin
- Purple Disco Machine (* 1980), deutscher Disco- und Houseproduzent und DJPurple Disco Machine (* 1980)

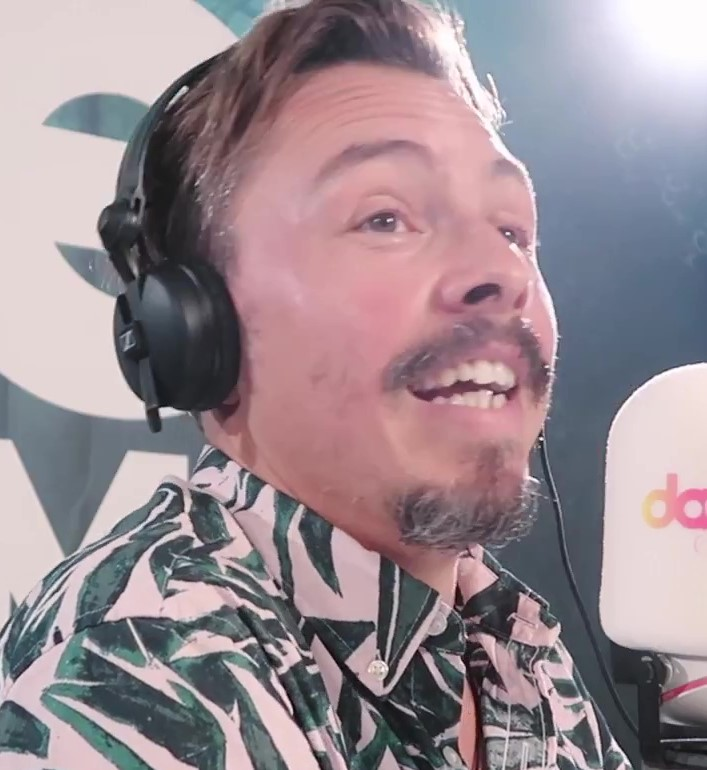
Purple Disco Machine (* 1980)

- Purps, Rudolf (* 1942), deutscher Politiker (SPD)
- Purpur, Kenneth (1932–2011), US-amerikanischer Eishockeyspieler
- Purpus, Carl Albert (1851–1941), deutscher Pflanzensammler
- Purpus, Elke (* 1961), deutsche Kunsthistorikerin
- Purpus, Joseph Anton (1860–1932), deutscher Gartenbauinspektor

### Purr
- Purr, Reinhold (1937–2018), österreichischer Politiker (ÖVP)
- Purra, Riikka (* 1977), finnische Politikerin (PeruS)
- Purreiter, Heribert (1954–2004), deutscher Politiker (Bündnis 90/Die Grünen)
- Purrey, Valentin (1861–1928), französischer Ingenieur
- Purrier St. Pierre, Elle (* 1995), US-amerikanische Leichtathletin
- Purrmann, Hans (1880–1966), deutscher Maler, Grafiker, Kunstschriftsteller und SammlerHans Purrmann (1880–1966)

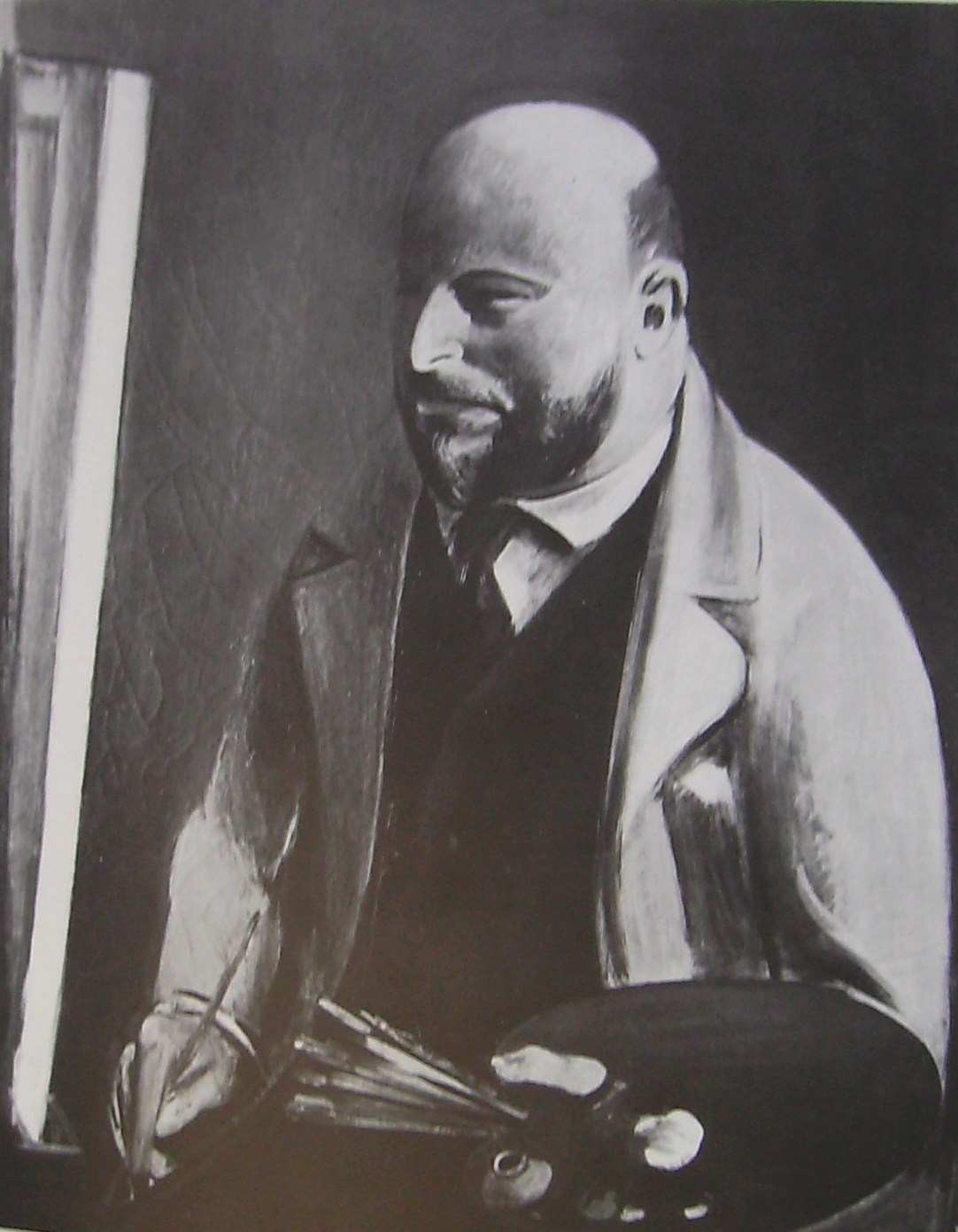
Hans Purrmann (1880–1966)

- Purrmann, Karl (1877–1966), deutscher Maler
- Purrmann, Robert (1914–1992), deutscher Chemiker
- Purrucker, Eberhardt (1927–2019), deutscher Maler, Grafiker, Fotograf und Kunstpädagoge
- Purryag, Kailash (1947–2025), mauritischer Politiker

### Purs
- Pursch, Günter (* 1947), deutscher Journalist und Buchautor
- Pürschel, Dieter (1941–2023), deutscher Eishockeytorwart
- Pürschel, Kerstin, deutsche Diplomatin
- Purschian, Doramaria (1890–1972), deutsche Grafikerin und Malerin
- Purschian, Ernst (1856–1931), deutscher Ingenieur mit dem Schwerpunkt Heizung und Lüftung
- Purschke, Timo (* 1981), deutscher Wasserballspieler
- Purse, Darren (* 1977), englischer Fußballspieler
- Pursell, Bill (1926–2020), US-amerikanischer Pianist
- Pursell, Bob (1889–1974), schottischer Fußballspieler
- Pursell, Carl (1932–2009), US-amerikanischer Politiker
- Pursell, Carroll W. (* 1932), US-amerikanischer Historiker
- Purser, Bryan, neuseeländischer Badmintonspieler
- Purser, Richard (* 1942), neuseeländischer Badmintonspieler
- Purser, Ronald (* 1956), US-amerikanischer Wirtschaftswissenschaftler, Buddhismus-Lehrer und Autor
- Purser, Sarah (1848–1943), irische Malerin und Kunstförderin
- Purser, Shannon (* 1997), amerikanische SchauspielerinShannon Purser (* 1997)

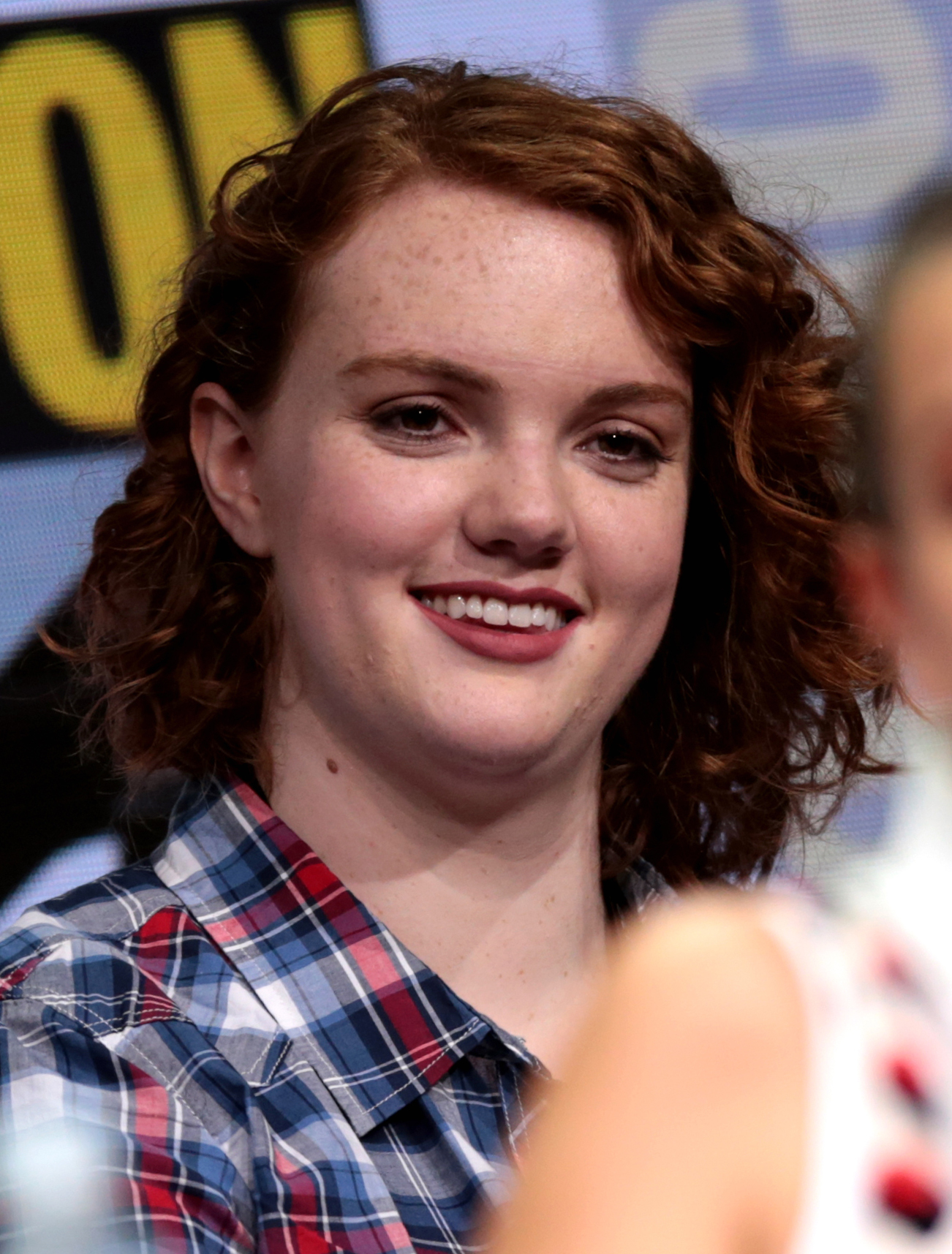
Shannon Purser (* 1997)

- Pursey, Dann (* 1982), britischer Musiker und Singer-Songwriter
- Pursey, Jimmy (* 1955), britischer Musiker
- Pursglove, Percy (* 1981), britischer Jazzmusiker (Trompete, Bass)
- Pursh, Frederick Traugott (1774–1820), deutsch-kanadischer Botaniker und Gärtner
- Pursiainen, Anna (* 2003), finnische Sprinterin
- Pursiainen, Mona-Lisa (1951–2000), finnische Sprinterin
- Pursino, Edward (* 1963), US-amerikanischer Gitarrist
- Pursley, Leo Aloysius (1902–1998), US-amerikanischer Geistlicher, römisch-katholischer Bischof von Fort Wayne-South Bend
- Pursley, Robert E. (* 1927), US-amerikanischer Offizier, Generalleutnant der US Air Force
- Pursnani, Vera (* 2004), britische Tennisspielerin
- Pürsten, Albert (1923–1980), deutscher Politiker (CDU), MdL
- Pürstinger, Berthold (1465–1543), theologischer Schriftsteller und Bischof von Chiemsee
- Pürstl, Gerhard (* 1962), österreichischer Polizist, Wiener Polizeipräsident
- Pürstl, Willi (* 1955), österreichischer Skispringer und Skisprungtrainer
- Pürsün, Yanki (* 1972), deutscher Politiker (FDP), MdL

### Purt
- Purtell, William A. (1897–1978), US-amerikanischer Politiker
- Purtow, Michail Arkadjewitsch (* 2002), russischer Skispringer
- Purtsa, Maria (* 1995), deutsch-griechische Leichtathletin
- Purtscheller, Christoph (* 1973), österreichischer Komponist, Textdichter, Sänger, Musiker und Produzent
- Purtscheller, Fridolin (1933–2023), österreichischer Geologe und Hochschullehrer
- Purtscheller, Lilli (* 2003), österreichische Fußballspielerin
- Purtscheller, Ludwig (1849–1900), österreichischer Bergsteiger und Lehrer
- Purtscheller, Wolfgang (1955–2016), österreichischer Journalist und Publizist
- Purtscher, Alfons (1885–1962), österreichisch-britischer Tiermaler
- Purtscher, Martin (1928–2023), österreichischer Politiker und Landeshauptmann von Vorarlberg
- Purtscher, Vera (* 1961), österreichische Architektin und Designerin
- Purtschert, Nadja (* 1989), Schweizer Snowboarderin
- Purtschert, Niklaus (1750–1815), Schweizer Baumeister und Politiker
- Purtschert, Patricia (* 1973), Schweizer Philosophin, Genderforscherin und Kulturwissenschaftlerin

### Puru
- Purucker, Gottfried de (1874–1942), US-amerikanischer Journalist und Theosoph
- Purucker, Willy (1925–2015), deutscher Drehbuchautor, Hörspielregisseur und HörfunkmoderatorWilly Purucker (1925–2015)

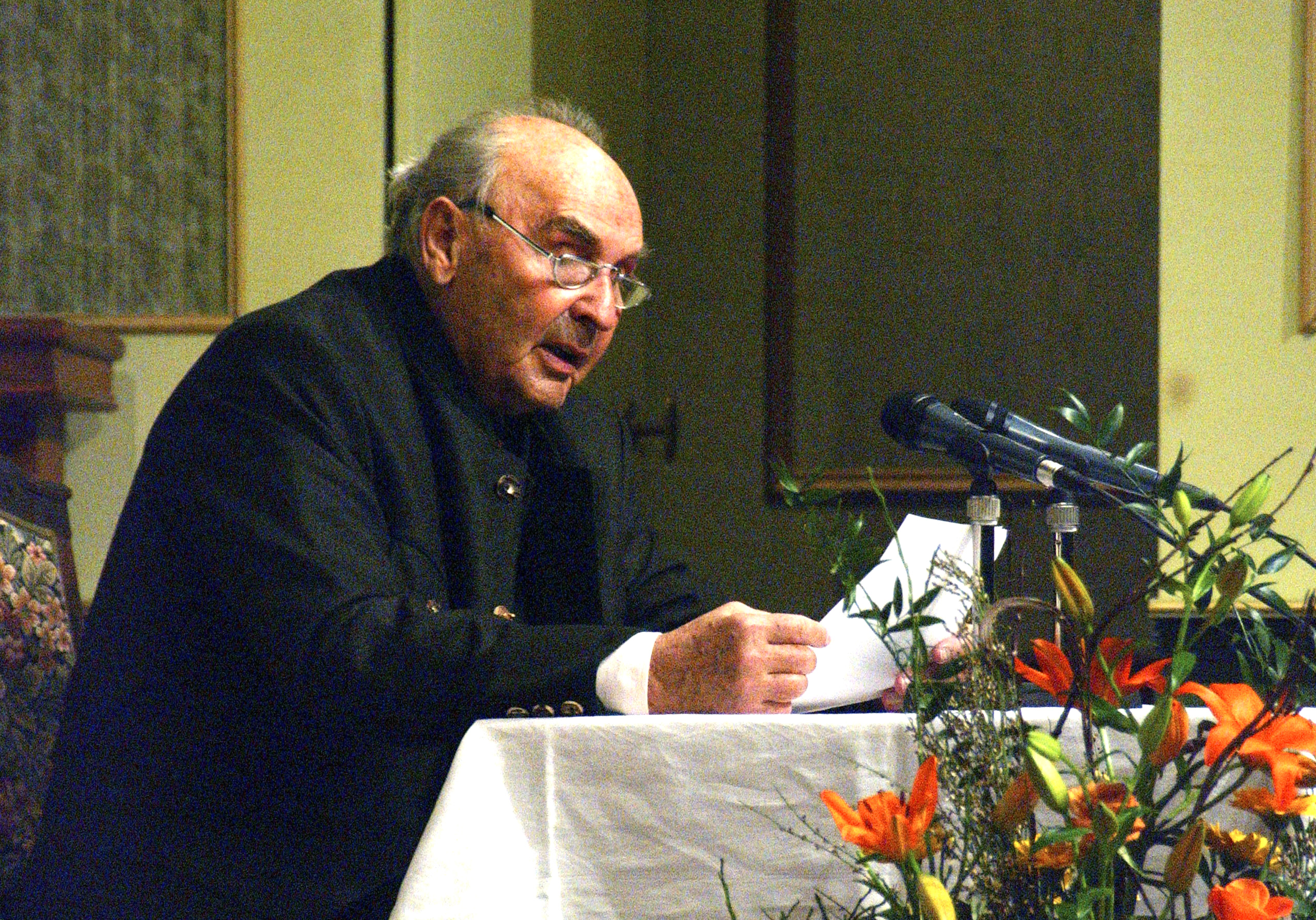
Willy Purucker (1925–2015)

- Purugganan, Miguel Gatan (1931–2011), philippinischer Geistlicher, Bischof von Ilagan
- Purushotham, Keshav, deutsch-indischer Musiker, Komponist, Produzent und Labelbetreiber

### Purv
- Purvaneckienė, Giedrė (* 1945), litauische Halbleiterphysikerin und Politikerin (Seimas)
- Purves Smith, Peter (1912–1949), australischer Maler und Buchautor
- Purves, Alan (* 1952), britischer Schlagzeuger und Perkussionist
- Purves, Barry (* 1955), britischer Animator, Regisseur und Sachbuchautor
- Purves, Christopher (* 1961), englischer Opernsänger (Bassbariton)
- Purves, Peter (* 1939), britischer Schauspieler und Moderator
- Purviance, Douglas (* 1952), US-amerikanischer Jazzmusiker
- Purviance, Edna (1895–1958), US-amerikanische SchauspielerinEdna Purviance (1895–1958)

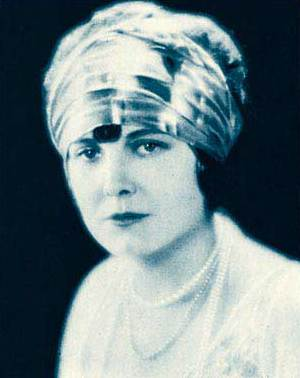
Edna Purviance (1895–1958)

- Purviance, Samuel Anderson (1809–1882), US-amerikanischer Politiker
- Purviance, Samuel D. (* 1774), US-amerikanischer Politiker
- Purviance, Susanne (* 1954), österreichische, freischaffende Künstlerin
- Purvis, Al (1929–2009), kanadischer Eishockeyspieler
- Purvis, Alexandra (* 1988), kanadische Schauspielerin
- Purvis, Daniel (* 1990), britischer Kunstturner
- Purvis, Ella Maisy (* 2003), britische Schauspielerin
- Purvis, Jack (1906–1962), US-amerikanischer Jazzmusiker
- Purvis, Jack (1937–1997), britischer Schauspieler
- Purvis, Jeremy (* 1974), schottischer Politiker
- Purvis, Marie (* 1961), englische Radrennfahrerin
- Purvis, Melvin (1903–1960), US-amerikanischer Mitarbeiter des FBIMelvin Purvis (1903–1960)

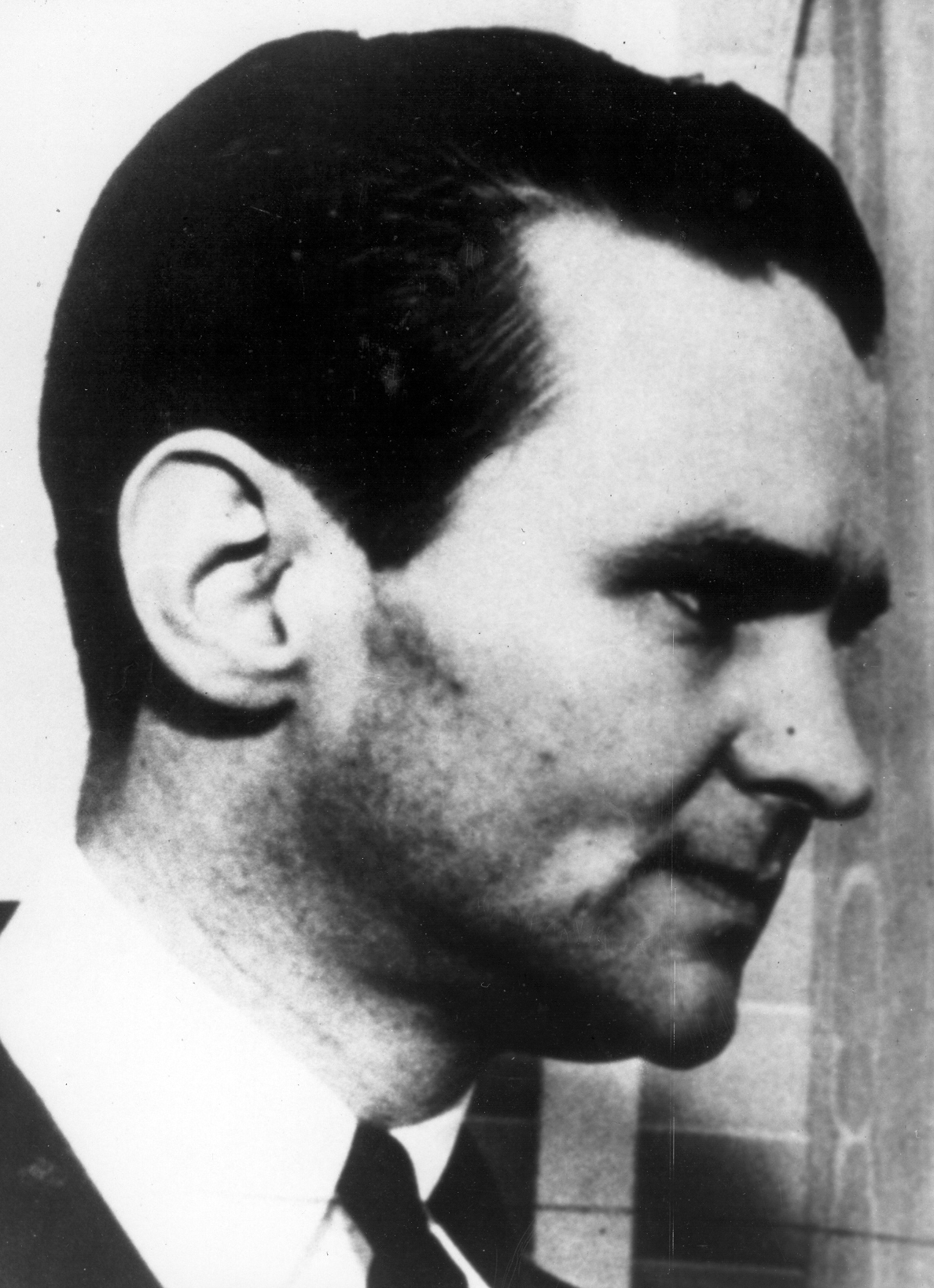
Melvin Purvis (1903–1960)

- Purvis, Neal (* 1961), britischer Drehbuchautor
- Purvītis, Vilhelms (1872–1945), lettischer Landschaftsmaler

### Purw
- Purwa, Ana (* 1982), deutsche Synchronsprecherin und Schauspielerin
- Purwaningtyas, Elyzabeth (* 1993), indonesische Badmintonspielerin
- Purwanto, indonesischer Offizier
- Purwanto, Atjong Tio (* 1991), indonesischer Hindernisläufer
- Purwanto, Luluk (* 1959), indonesische Jazzmusikerin
- Purwati (* 1984), indonesische Badmintonspielerin
- Purwin, Hilde (1919–2010), deutsche Journalistin
- Purwiński, Jan (1934–2021), ukrainischer Geistlicher, emeritierter Bischof von Kiew-Schytomyr

### Pury
- Pury, David de (1709–1786), Bankier, Sklavenhändler und Hoffaktor in PortugalDavid de Pury (1709–1786)

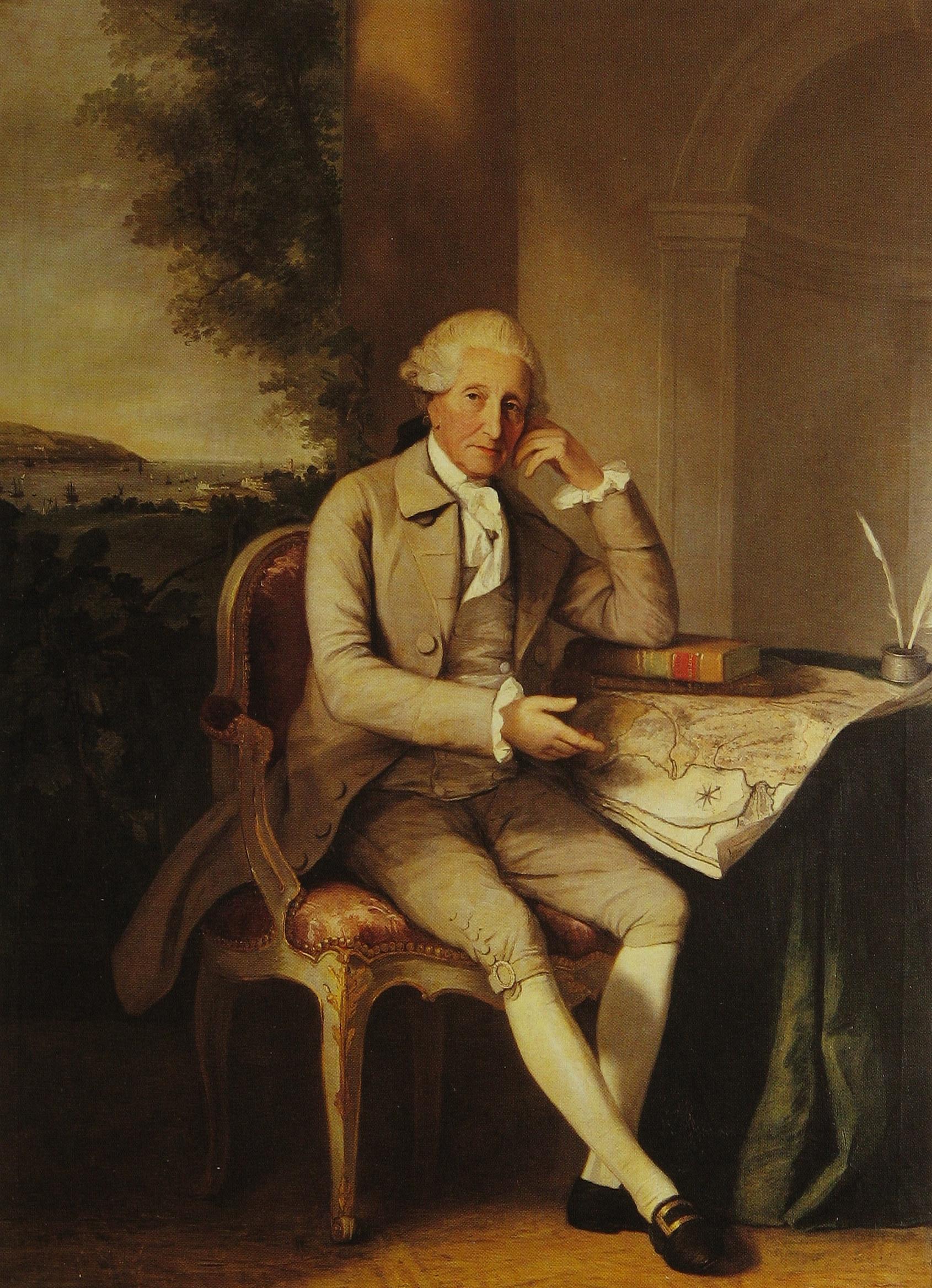
David de Pury (1709–1786)

- Pury, Edmond-Jean de (1845–1911), Schweizer Genre- und Porträtmaler sowie Grafiker
- Pury, Guillaume de (1831–1890), Schweizer Auswanderer, Winzer und Kommunalpolitiker
- Pury, Jean Pierre (1675–1736), Koloniegründer in South Carolina
- Pury, Roland de (1907–1979), Schweizer Geistlicher, protestantischer Pfarrer
- Pury, Simon de (* 1951), Schweizer Auktionator, Kunsthändler und Kunstsammler
- Puryear, Joe (1973–2010), US-amerikanischer Bergsteiger
- Puryear, Martin (* 1941), US-amerikanischer Bildhauer
- Puryear, Richard Clauselle (1801–1867), US-amerikanischer Politiker

### Purz
- Purz, Robert (1909–1981), österreichischer Fußballspieler
- Purzeladse, Saba (* 2001), georgischer Tennisspieler
- Purzelbaum, Peter (1884–1957), deutscher Offizier, Militärschriftsteller, Erzähler und Verfasser von Anekdoten
- Purzer, Karl (1914–2010), deutscher Wirtschaftsprüfer
- Purzer, Manfred (* 1931), deutscher Journalist, Filmregisseur und Drehbuchautor
- Pürzl, Josef (1852–1930), österreichischer Architekt